# Biddersbach
Der Biddersbach ist ein unter elf Kilometer langer Bach mit südlichem bis meist westlichem Lauf im Grenzgebiet des Kraichgaus zum Kleinen Odenwald. Er fließt durch den Ort Wiesenbach und mündet etwas unterhalb von Bammental von rechts in die Elsenz. Dem größten Teil seines Verlaufes folgt dem Bach die Landesstraße 532.

## Name
Der Bach wird im Jahr 1458 als Buderspach erstmals schriftlich erwähnt. Das Bestimmungswort leitet sich von einem Personennamen ab.

## Geographie

### Verlauf
Der 10,5 Kilometer lange Bach entspringt etwa 1,2 Kilometer östlich von Mückenloch in der am Rande des Administrationswaldes südwärts laufenden Buchklinge. Er fließt anfangs südwärts, quert die Stadtgrenze von Neckargemünd zur Gemeinde Lobbach und unterquert dann nach einigen hundert Metern am Übertritt in die freie Flur die Kreisstraße 4101. Am neueren Gewerbegebiet von Waldwimmersbach auf dem linken Hang vorbei zieht er nun in südsüdwestlicher Richtung und am Biedersbacherhof (?) vorbei, um dann auf dem Gelände des Golfclubs Heidelberg-Lobenhof, wo ihn der Haselwiesengraben von Norden her speist, etwas mehr südwestwärts zu laufen.
Westlich von Lobenfeld biegt der Bach nach Nordwesten ab, nimmt von rechts den  Kopfbrunnengraben auf sowie den Saulochgraben, bevor er einer grob westlichen Richtung folgt. Vor dem Ortseingang von Wiesenbach mündet von Norden her der Wurzbach ein und etwa vierhundert weiter abwärts und schon im Dorf von Süden her der Flussgraben. Noch weiter abwärts im Dorf läuft zuletzt sein längster und einzugsgebietsreichster Zufluss Totenkopfgraben aus dem oberen Talzug der ehemaligen Maurer Neckarschlinge zu, dann unterquert der Biddersbach am westlichen Ortsausgang die Bundesstraße 45. Er mündet schließlich nordöstlich von Bammental in die Elsenz, wo diese eben zwischen dem Hollmut rechts und dem Bammertsberg links in ihr hangbewaldetes Unterlauf-Engtal im Zuge des rücklaufenden Teils der alten Neckarschlinge eintritt.

### Einzugsgebiet
Das Einzugsgebiet des Biddersbachs umfasst 17,5 km², von denen naturräumlich der größte Teil im Schwarzbachgäu des Unterraums Lein-Elsenz-Hügelland des Kraichgaus liegen. Allein kleine Zwickel um die Quelle und die Mündung liegen im Östlichen bzw. Westlichen Kleinen Odenwald. Der höchste Punkt etwas östlich des Ursprungs auf dem Lautenberg erreicht etwa 328 m ü. NHN.
Reihum grenzen die Einzugsgebiete der folgenden Nachbargewässer an:
- Im Norden fließen meist recht kurze Bäche von der Wasserscheide zum Neckar, vom Münzenbach in Neckargemünd bis hinauf zum Neckarberggraben, dessen Quellgebiet just jenseits des Lautenbergs liegt;
- im Osten und Südosten entwässert die Gegenseite der Scheide zum Lobbach, einem höheren und etwas größeren rechten Zufluss der Elsenz in Meckesheim;
- im Süden und Westen fließen kleinere Bäche zwischen Lobbach und Biddersbach zur Elsenz.

### Zuflüsse
Direkte Zuflüsse vom Ursprung zur Mündung.
- Buchwaldgraben, von links und Osten wenig nach dem Ursprung im Walddistrikt Buchwald, unter 0,4 km
- Haselwiesengraben, von rechts und Norden nach dem Biddersbacher Hof auf dem Golfplatzgelände, 1,9 km und 2,2 km²
- Waldwiesenbach, von rechts und Norden am Klingentaler Hof, 1,4 km und 1,0 km²
- Schaftriebsgraben, von links und Süden wenig nach dem vorigen am südlichsten Punkt des Laufs, 0,6 km
- Kopfbrunnengraben, von rechts und Norden in den Feldabhanggraben kurz vor dem Parkgelände um Schloss Langenzell, 1,1 km
- Höllwiesengraben, von rechts und Norden im Schlosspark, 0,9 km
- Saulochgraben, von rechts und Nordwesten bei Langenzell, 1,0 km
- Wurzbach, von rechts und Norden vor dem Sportgelände am Ostrand von Wiesenbach, 1,5 km und 1,2 km²
- Flussgraben, von links und Süden im östlichen Wiesenbach, 0,8 km
- Totenkopfgraben, von rechts und Nordosten im westlichen Wiesenbach, 3,2 km und 3,1 km²